# Рударски факултет Универзитета у Бањој Луци
Рударски факултет Приједор је образовно-научна установа која припада Универзитету у Бањалуци и обавља основне, специјалистичке, мастер и докторске студије, као и друге облике студија, за иновацију знања и стручног образовања. Факултет је једног од два државна универзитета у Републици Српској.

## Историја
Рударски факултет основан је у Приједору 1997. године као Рударски одсек у склопу Технолошког факултета Универзитета у Бањој Луци, када је почела да се изводи настава за студенте прве године, а касније и за студенте осталих година. Први захтев за трансформацију Рударског одсека у Рударски факултет учињен је 13. октобра 1998. године. Након бројних позитивних коментара и подршке, формиране су бројне комисије које су потврдиле неопходност постојања овог факултета, па је он званично отворен и почео са радом 12. маја 2009. године.

## Катедре
- Студијски програм инжењерство заштите животне средине
- Студијски програм рударско инжењерство
- Студијски програм геолошко инжењерство[2]